# سعيد بن مسجح
أبو عثمان سعيد بن مسجح المَكيّ هو أحد أوائل المغنين العرب في مكة والحجاز، ولد في القرن السابع وتوفي في بداية القرن الثامن. عُرف بريادته في الغناء العربي، وعنه أخذ مغنو الأجيال اللاحقة.

## حياته
ولد سعيد بن مسجح في القرن السابع الميلادي/ الأول للهجرة، كان مولىً لبني نوفل بن الحارث بن عبد المطلب، وقيل لبني مخزوم، وقيل لبني جمح، وكان هو وابن سريج عَبدَين لرجل واحد.
كان سعيد بن مسجح أسود اللون وقيل أصفر حسن اللون، كان فطناً كيِّساً ذكياً، وكان مولاه معجباً به، وكان يقول في صغره: ليكونن لهذا الغلام شأن، وما منعني من عتقه إلا حُسن فراستي فيه، ولئن عشتُ لأتعرفنَّ ذلك، وإن مِتُّ فهو حر، فسمعه مولاه يوماً وهو يتغنى بشعر ابن الرقاع العاملي :

فدعا به مولاه فقال له يا بني أَعِد ما سمعته منك علي، فأعاده فإذا هو أحسن مما ابتدأ به، فقال: إن هذا لَمِن بعض ما كنت أقول، ثم قال: أنّى لك هذا؟ قال: سمعتُ هذه الأعاجم تتغنى بالفارسية فثقفتها وقلبتها في هذا الشعر، قال له: فأنت حُر لوجه الله. فلزم مولاه وكثر أدبه واتسع في غنائه ومهر بمكة وأُعجبوا به لظرفه وحسن ما سمعوه منه.

## أسلوبه الغنائي
عُرف ابن مسجح بوضع أسس اقتباس الألحان من الثقافات الفنية المجاورة وصياغتها في قالب عربي جديد. يقول النويري: «والغناء قديم في الفرس والروم، ولم يكن للعرب قبل ذلك إلا الحداء والنشيد، وكانوا يسمونه الركبانية. وأول من نقل الغناء العجمي إلى العربي من أهل مكة سعيد بن مسجح». فكان أول اتصال له مع الألوان الموسيقية الأجنبية، حينما سمع عمال البناء الفرس وهم يغنون أغانيهم الفارسية أثناء عملهم ببناء وترميم الكعبة في عهد عبد الله بن الزبير، وقيل أنه سمعهم حينما كانوا يبنون بيوت معاوية المعروفة بالرقط في مكة، فأخذ من تلك الأغاني والأنغام ما رآه مناسباً وغنّاه.

ولم يكتف بذلك، بل تذكر المصادر أنه قام برحلة إلى بلاد الشام وأخذ ألحان الروم وماجاورهم، ثم انتقل إلى بلاد فارس وأخذ منها الكثير من الألحان، وتعلّم العزف، وعاد إلى الحجاز بعد أن قام بتنقية وتهذيب ما بِجُعبته من طرقٍ غنائية وصقلها وقدمها بما ينسجم مع الأسماع والذائقة العربية، فكان أول من أستخدم هذا الأسلوب، مؤسساً مدرسته الموسيقية الخاصة، والتي تبعه فيها من جاء بعده من مغني الحجاز وغيرهم.

## تلاميذه
كان سعيد بن مسجح من الرواد في مجال الغناء في الحجاز وخصوصاً في مكة، فأخذ الكثير من المغنين عنه، واستفادوا من طريقته، وكان أبرز تلامذته ابن سريج المغني. فقد كان ابن مسجح وابن سريج كليهما عبدين عند سيد واحد، وبعد أن قام مولاهما بتحرير ابن سجيح وعتقه، طلب منه تعليم ابن سريج وقال له: يا بني عَلِّمه واجتهِد فيه. وكان ابن سريج أحسن الناس صوتا فتعلم منه ثم برز عليه حتى لم يعرف له نظير. ومن تلامذته أيضاً الغريض. كما ذكر صاحب الأغاني أن سعيد بن مسجح قد ألتقى في أواخر أيام حياته بمعبد المغني الذي أخذ عنه هو الآخر.

## ابن مسجح وعبد الملك بن مروان
ذكر أبو الفرج الأصفهاني في كتاب الأغاني قصة لقاء سعيد بن مسجح بالخليفة عبد الملك بن مروان، الذي بلغه بأن هذا المغني قد أفسد فتيان قريش وأنفقوا عليه أموالهم فكتب الخليفة إلى عامله في مكة أن اقبض ماله وسيِّره، فتوجه ابن مسجح إلى الشام فصحبه رجل له جوار مغنيات في طريقه فقال له أين تريد فأخبره خبره وقال له أريد الشام قال له فتكون معي قال نعم فصحبه حتى بلغا دمشق فدخلا مسجدها فسألا: مَن أخص الناس بأمير المؤمنين؟ فقالوا هؤلاء النفر من قريش وبنو عمه. فوقف ابن مسجح عليهم وسلّم ثم قال يا فتيان هل فيكم من يضيف رجلا غريباً من أهل الحجاز فنظر بعضهم إلى بعض وكان عليهم موعد أن يذهبوا إلى قينة يقال لها برق الأفق فتثاقلوا به إلا فتى منهم تذمم فقال: أنا أضيفك. وقال لأصحابه: إنطلقوا انتم وأنا أذهب مع ضيفي. قالوا: لا بل تجيء أنت وضيفك. فذهبوا جميعا إلى بيت القينة فلما أتوا بالغداء قال لهم سعيد: إني رجل أسود ولعل فيكم من يقذرني فأنا أجلس وآكل ناحية. وقام فاستحيوا منه وبعثوا إليه بما أكل. فلما صاروا إلى الشراب قال لهم مثل ذلك ففعلوا به. وأخرجوا جاريتين فجلستا على سرير قد وضع لهما فغنتا إلى العشاء، ثم دخلتا وخرجت جارية حسنة الوجه والهيئة وهما معها فجلست على السرير وجلستا أسفل منها عن يمين السرير وشماله. قال ابن مسجح فتمثلت هذا البيت:

فغضبت الجارية وقالت: أيضرب هذا الأسود بي الأمثال؟. فنظروا إلي نظراً منكراً ولم يزالوا يسكنونها، ثم غنت صوتاً فقال ابن مسجح: أحسنت والله. فغضب مولاها وقال: أمثل هذا الأسود يقدم على جاريتي؟ فقال لي الرجل الذي أنزلني عنده: قم فانصرف إلى منزلي فقد ثقلت على القوم. فذهبت أقوم فتذمم القوم وقالوا لي بل أقم وأحسن أدبك فأقمت، وغنت فقلت: أخطأتِ والله يا زانية وأسأتِ. ثم اندفعتُ فغنيتُ الصوت، فوثبت الجارية فقالت لمولاها: هذا والله أبو عثمان سعيد بن مسجح، فقلتُ: إني والله أنا هو والله لا أقيم عندكم. فوثب القرشيون فقال هذا: يكون عندي. وقال هذا: يكون عندي. وقال هذا: بل عندي. فقلت: والله لا أقيم إلا عند سيدكم (يعني الرجل الذي أنزله منهم). ثم سألوه عما أقدمه فأخبرهم الخبر فقال له صاحبه: إني أسمر الليلة مع أمير المؤمنين فهل تحسن أن تحدو؟ قال لا ولكني أستعمل حداء. قال فإنّ منزلي بحذاء منزل أمير المؤمنين فإن وافقتُ منه طِيب نفس أرسلتُ إليك. ومضى إلى عبد الملك فلما رآه طَيِّبَ النفس أرسل إلى ابن مسجح وأخرج رأسه من وراء شُرف القصر ثم حدا:
فقال عبد الملك للقرشي: من هذا؟ قال: رجل حجازي قدم عليّ. قال أَحضِره، فأحضَره له وقال له: أُحْدُ مُجِدَّاً. ثم قال له: هل تغني غناء الركبان؟ قال: نعم. قال: غَنِّه، فتغنَّى فقال له: فهل تغني الغناء المتقن؟ قال: نعم قال غَنِّه. فتغنّى، فاهتز عبد الملك طرباً ثم قال له: أقسم إن لك في القوم لأسماء كثيرة من أنت ويلك؟ قال له: أنا المظلوم المقبوض ماله المُسيّر عن وطنه سعيد بن مسجح، قبض مالي عامل الحجاز ونفاني. فتبسم عبد الملك ثم قال له: قد وضح عذر فتيان قريش في أن ينفقوا عليك أموالهم. وأمنه ووصله وكتب إلى عامله برد ماله عليه وألا يعرض له بسوء.

## وفاته
لم تذكر المصادر التاريخية تاريخاً محدداً لوفاة سعيد بن مسجح، إلا أن أبا الفرج الأصفهاني يذكر في كتابه الأغاني أن سعيد مسجح عاش حتى لقيه معبد المغني وأخذ عنه وذلك في أيام الوليد بن عبد الملك في مطلع القرن الثامن الميلادي.